# Sojuz 8
Sojuz 8 (kod wywoławczy Гранит - "Granit") stanowił część wspólnej misji, w ramach której trzy pojazdy - Sojuz 6, 7 i 8 z siedmioma kosmonautami na pokładzie przebywały wspólnie na orbicie.

## Załoga

### Podstawowa
- Władimir Szatałow (2) - dowódca
- Aleksiej Jelisiejew (2) - inżynier lotu

### Rezerwowa
- Andrijan Nikołajew (2)
- Witalij Siewastjanow (1)

## Opis misji
Zadaniem postawionym przed załogą było połączenie się z Sojuzem 7 i przeniesienie załogi - manewr przećwiczony już podczas lotu Sojuzów 4 i 5. Załoga Sojuza 6 miała filmować przebieg operacji.
Celu nie osiągnięto na skutek awarii sprzętu. Źródła radzieckie utrzymywały potem, że nie planowano przeprowadzenia dokowania - wydaje się to jednak mało prawdopodobne - pojazdy były wyposażone w urządzenia cumownicze, a Szatałow i Jelisiejew byli weteranami poprzedniej, udanej misji z dokowaniem. Misja Sojuzów 6-8 stanowiła ostatni załogowy test orbitalny radzieckiego sprzętu przeznaczonego do lądowania na Księżycu i jej niepowodzenie mogło przesądzić o niepowodzeniu radzieckiego programu księżycowego.